# Parure

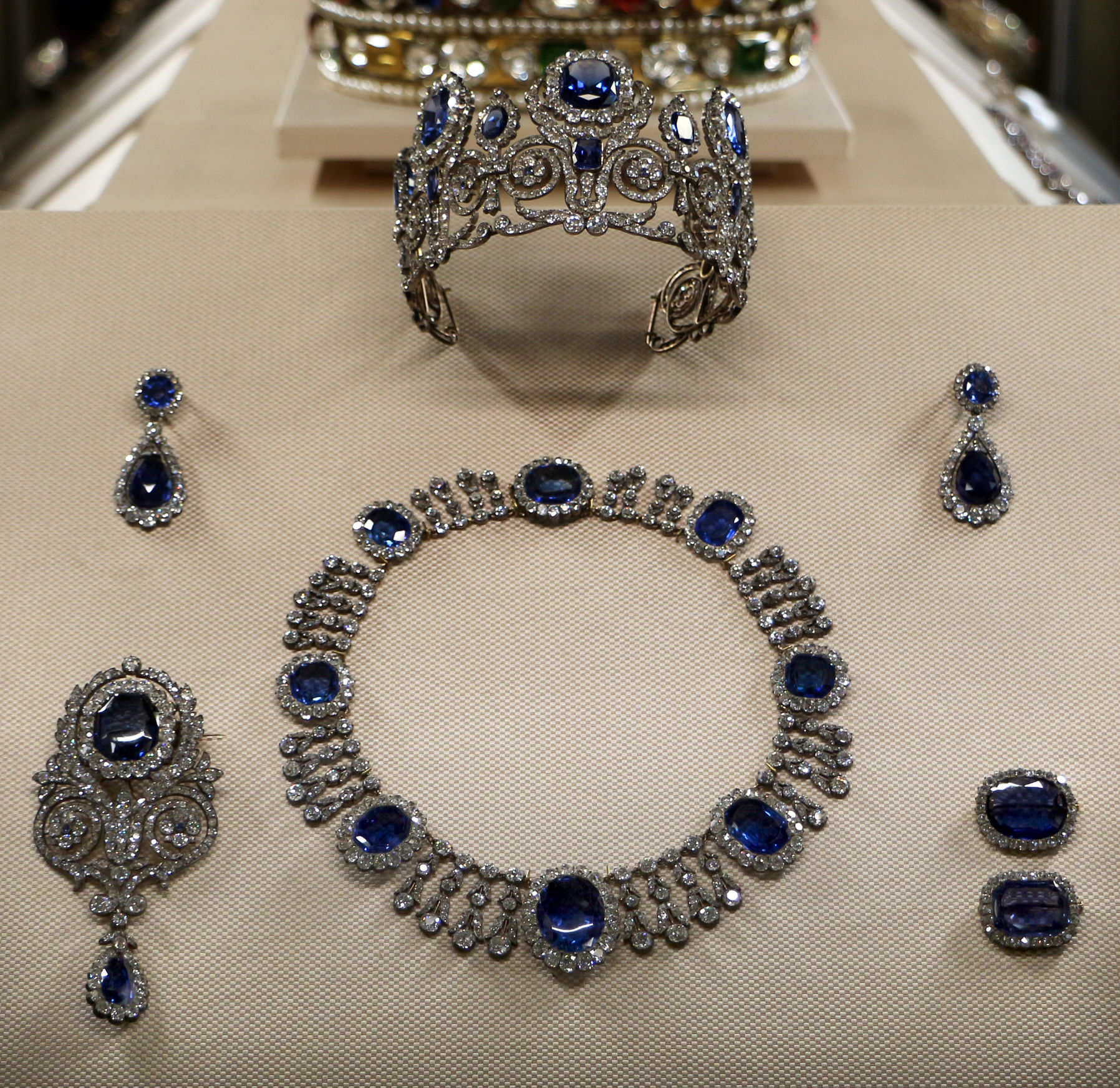
Parure de zafiros de la reina María Amelia de Francia

Parure es una palabra de origen francés que significa "adorno" o "aderezo", pero que también hace referencia a un conjunto de varios elementos de joyería diseñados a juego. Este tipo de combinaciones de joyas se hizo popular entre las damas de las casas reales europeas a principios del siglo XIX.

## Terminología

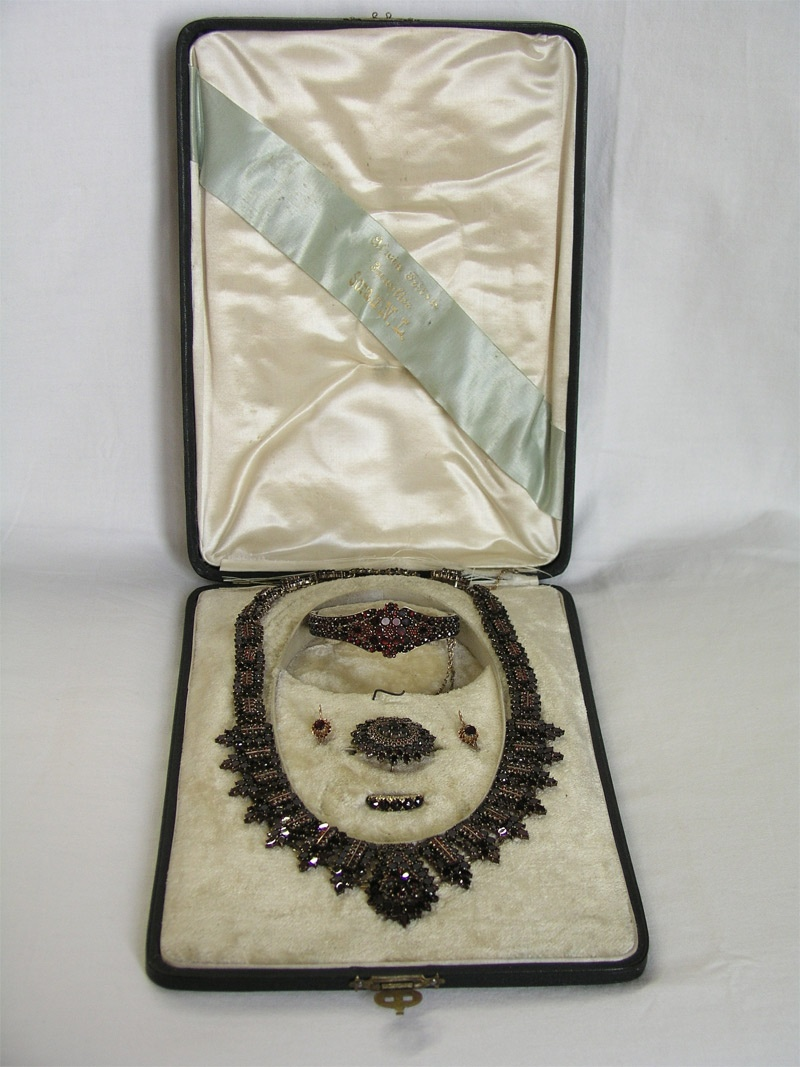
Una parure en su estuche

Una parure generalmente consiste en una combinación de collar, pendientes, broche y pulsera a juego y, a menudo, también podía incluir una diadema o tiara. Una variación es el demiparure (medio adorno) que consiste en tan solo dos piezas a juego, como pendientes y un collar o broche.

## Diseño
Una parure no es un elemento de joyería estático, sino que es modular y se puede reconfigurar para seguir estando de moda y adaptarse a diferentes ocasiones. Los miembros de la corte y los rangos sociales más altos competían por los mejores joyeros para crear las colecciones más imaginativas y elaboradas que aumentarían su estatus. Algunos collares se podían usar completos o ser desarmados temporalmente para usarse como pulseras, colgantes, adornos para el cabello o broches con componentes intercambiables y sistemas de cierre.
Los estuches para guardar estas piezas de joyería también solían ser muy decorativos.

## Historia
A los artesanos de Luis XIV de Francia se les atribuyen algunas de las primeras invenciones de parures en el siglo XVIII. Los diamantes, a menudo combinados con plata, eran habituales en este tipo de joyas en aquella época. Un ejemplo famoso fue creado para la boda de Mademoiselle d'Aubigné, que incluía: pendientes, dos colgantes, presillas y cierres para las mangas, 32 botones y un gran lazo. Existe una tendencia a que los aderezos de esta época elaborados con diamantes de imitación se hayan preservado hasta el presente, ya que el bajo valor de las partes que los componen hacía que fuera menos probable que se desmontaran para ser reutilizados.
A Napoleón Bonaparte le gustaba regalar estos conjuntos de gemas a su primera esposa, Josefina, para que los usara en sus cometidos como representante del estado. Más tarde, le proporcionó conjuntos similares a su segunda esposa, María Luisa de Austria, entre los que figura uno realizado con armazones de acero.
A partir de mediados del siglo XIX, se confeccionaron aderezos compuestos por piezas incluyendo cabello de una persona o piedras de azabache, que por su color negro se utilizaban como signo de luto.

## Galería
|  |  |  |  |